# Mysticism
Mysticism — третий студийный альбом украинской блэк-метал группы Khors, записанный в 2008 году на киевской студии Blacklight. Представляет собой среднетемповый и достаточно мелодичный материал, который стилистически можно отнести к пейган-блэк-металу.

## История
После непродолжительного тура в поддержку своего второго студийного альбома Cold осенью 2007 года коллектив Khors отправляется в киевскую студию Blacklight для записи очередного релиза. Запись была завершена летом 2008 года. Уже к концу 2008 года альбом Mysticism выходит в формате диджипак CD на американском лейбле Paragon Records, а в 2009 году российский лейбл Irond Records выпускает специальное издание альбома Mysticism для жителей стран СНГ. Группа отправляется в тур по городам Украины в поддержку релиза.

## Характеристика
Как и предыдущие альбомы Mysticism представляет собой среднетемповый и достаточно мелодичный пейган-блэк-метал, насыщенный музыкальными рисунками и всевозможными ритмическими поворотами. Скорость композиций варьирует от медленных, почти эмбиентных, до среднетемповых, отличающихся плотным гитарным звучанием и высоким качеством исполнения. Тексты песен всё так же восхваляют величие природы и её первозданность. Альбом был хорошо встречен критиками и фанатами коллектива.

## Список композиций
1. «Through the Rays of Fading Moon…» — 2:54
2. «Raven’s Dance» — 7:20
3. «Milk of Heavens» — 4:07
4. «Winterfall» — 6:28
5. «In the Cold Embrace of Mist» — 5:27
6. «Pagan Scars» — 3:37
7. «Mysticism» — 4:36
8. «Red Mirrors» — 4:11

## Участники записи

### Группа
- Helg — вокал, гитара
- Nort — гитара
- Khorus — бас-гитара
- Khaoth — ударные, перкуссия

### Гости
- Saturious (Nokturnal Mortum) — клавишные
- Wortherax (Finist) — ведущая гитара
- Michael ‘Maiden’ Smirnoff (Mental Home) — чистый вокал, шёпот